# Lecointea
Genre
Classification phylogénétique
Lecointea est un genre de plantes à fleurs dicotylédones de la famille des Fabaceae, sous-famille des Faboideae, originaire d'Amérique centrale et d'Amérique du Sud, qui comprend sept espèces acceptées.

## Liste d'espèces
Selon The Plant List (2 novembre 2018) :
- Lecointea amazonica Ducke
- Lecointea hatschbachii Barneby
- Lecointea lasiogyne (Barneby) M. Yu. Gontsch. & Yakovlev
- Lecointea marcano-bertii Barneby
- Lecointea ovalifolia J.F.Macbr.
- Lecointea peruviana J.F.Macbr.
- Lecointea tango (Standl.) Emygdio & A.G.Andrade